# گورستان لگموج
قبرستان لگموج مربوط به دوره ایلخانی است و در شهرستان املش، بخش مرکزی، دهستان املش شمالی، روستای لگموج واقع شده و این اثر در تاریخ ۱۲ دی ۱۳۸۶ با شمارهٔ ثبت ۲۰۴۳۹ به‌عنوان یکی از آثار ملی ایران به ثبت رسیده است.